# Христианство в Гамбии
Христианство в Гамбии — одна из религий, представленных в стране.
По данным исследовательского центра Pew Research Center в 2010 году в Гамбии проживало 80 тыс. христиан, которые составляли 4,7 % населения этой страны. Энциклопедия «Религии мира» Дж. Г. Мелтона оценивает долю христиан в 2010 году в 4,4 % (81,4 тыс. верующих).
Крупнейшим направлением христианства в стране является католицизм. В 2000 году в Гамбии действовало 106 церквей и мест богослужения, принадлежащих 20 разных христианским деноминациям.
Христианство в Гамбии исповедуют представители народа крио, диола, игбо, манканья, а также значительная часть йоруба. Христианами также являются большинство живущих в Гамбии англичан, французов и греков.